# Seminario Conciliar de Barcelona
El Seminario mayor de Barcelona (Seminario Conciliar de Barcelona) es la institución en la que se formaba a los sacerdotes de la Diócesis de Barcelona, desde su fundación después del Concilio de Trento, en 1593, hasta su clausura bajo el episcopado del cardenal Juan José Omella en el año 2025, año en que la institución del Seminario Conciliar de Barcelona fue absorbida por el Seminario Interdiocesano de Cataluña.
El edificio, que data de finales del S. XIX, se encuentra detrás de la Universidad central de dicha ciudad en el Ensanche. Se trata de un edificio de estilo historicista neomedieval y predominantemente neorrománico, obra de Elías Rogent. Actualmente acoge a él Ateneo Universitario Sant Paciano, la Biblioteca Pública Episcopal de Barcelona, el Museo geológico del Seminario de Barcelona y a algunos de los seminaristas de la diócesis de Cataluña.